# Puzzle English
Puzzle English — онлайн-платформа (сайт и мобильные приложения) для самостоятельного изучения английского языка. Развивает практику понимания на слух, чтения, письма и устной речи.

## История
Сайт Puzzle English появился в 2011 году как авторский проект Александра Антонова (изначально — learnonline.me). В 2014 году компания получила инвестиции от Genezis Capital и Sol Ventures в размере полумиллиона долларов, на которые Антонов собрал команду, снял офис, обновил дизайн, занялся разработкой сервиса просмотра сериалов с субтитрами на английском и русском одновременно, а также видеокурса с носителем языка.

## Особенности и формат обучения
Основой формата обучения в Puzzle English является тренировка восприятия английского на слух. Фразы, озвученные английскими и американскими дикторами, представлены в виде аудио и видео пазлов, которые нужно собирать. Кроме того, на сайте имеются грамматические видеоуроки и задания для закрепления отработанных навыков. Перед началом обучения сервис предлагает пройти тест для определения уровня по всем навыкам владения языка. Также на сайте предлагают изучение по видеоклипам, сериалам и музыкальным композициям.
Другим методом обучения в Puzzle English является Метод Тичера (ранее — проект «Учитель Puzzle English»). Данная программа была запущена в 2015 году и предназначалась для пользователей с нулевым знанием языка. Обучение начинается со знакомства с алфавитом и основными звуками. Шаг за шагом пользователь знакомится с новыми словами и популярными выражениями, учится слышать речь носителей языка и тренирует произношение. С увеличением сложности появляются задания на тренировку грамматики английского языка, а также отработку навыков письменной и устной речи.
В июне 2016 года была запущена «Академия Puzzle English», представляющая собой смесь «офлайн» и «онлайн» форматов. В рамках этого проекта пользователи сервиса, уровень знаний которых intermediate и выше, были приглашены на бесплатные «живые» занятия, преподавателями которых стали ирландец Хью Макенаней и канадец Тим Селл.

## Показатели и цифры
За год после первых инвестиций в компанию выручка в месячном выражении выросла более чем в 100 раз, а количество зарегистрированных пользователей выросло в 45 раз. Во второй половине 2015 года месячная аудитория Puzzle English составляла около 300 000 пользователей, из которых ежедневно на сайт возвращаются 15 000-20 000. К концу 2017 года в Puzzle English училось английскому более 4 млн человек. По словам управляющего Genezis Capital Максима Шеховцова, конверсия пользователей в платящих клиентов у проекта самая высокая на рынке — 5 % (у LinguaLeo — 4 %).
Puzzle English — компания с плоской моделью управления.

## Аналоги и конкуренты
Одним из основных конкурентов компании является проект LinguaLeo, у которого на момент запуска Puzzle English было уже 9,5 млн пользователей.